# You Sing Loud, I Sing Louder
Bleeding Love, ursprünglich You Sing Loud, I Sing Louder, ist ein Filmdrama von Emma Westenberg, das im März 2023 beim South by Southwest Film Festival seine Premiere feierte.

## Handlung
Nach einer Überdosis mit Benzodiazepinen und Opioiden wird eine junge Frau von ihrem Vater aus dem Krankenhaus abgeholt. Sie begeben sich gemeinsam auf einen Roadtrip. Als ehemaliger Süchtiger hatte der Vater seiner Tochter in ihrer Kindheit zu wenig Aufmerksamkeit geschenkt. Nun versucht er, ihr Vertrauen zu gewinnen und ihre Beziehung wieder aufzubauen.

## Produktion
Regie führte Emma Westenberg. Das Drehbuch schrieb Ruby Caster.
Clara McGregor und ihr Vater Ewan McGregor spielen auch im Film Tochter und Vater. In weiteren Rollen sind Vera Bulder, Jake Weary, Kim Zimmer, Devyn McDowell und Sasha Alexander zu sehen.
Die Weltpremiere erfolgte am 11. März 2023 beim South by Southwest Film Festival. Anfang Juli 2023 wurde der Film beim Internationalen Filmfestival Karlovy Vary gezeigt. Im November 2023 wurde der Film bei Camerimage vorgestellt.

## Rezeption

### Kritiken
Die Kritiken fielen gemischt aus.

### Auszeichnungen
Mallorca International Film Festival 2023
- Auszeichnung als Beste Schauspielerin (Clara McGregor)[7]